# Ernest Renan

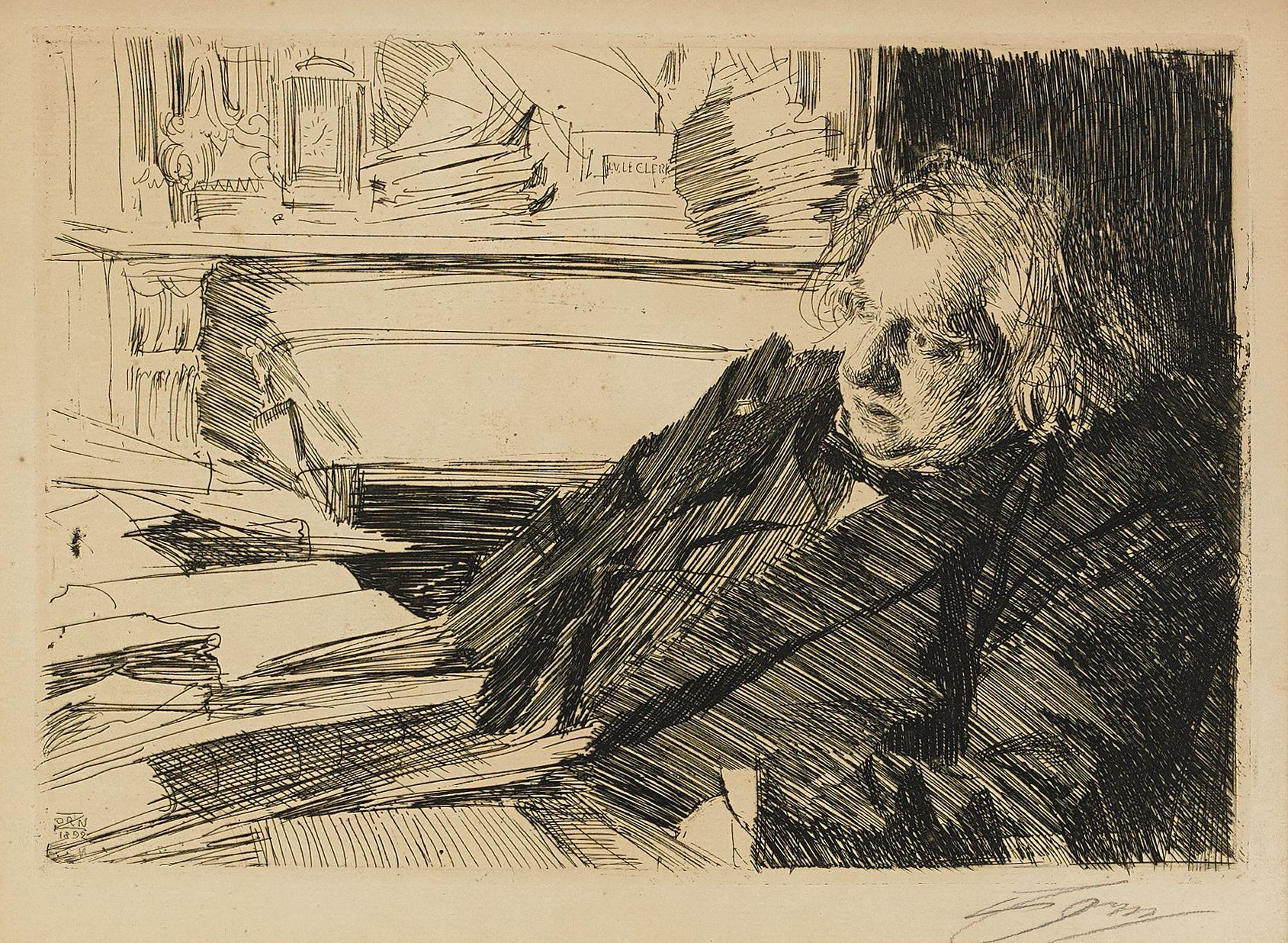
Ernest Renan. Etsning av Anders Zorn 1892.

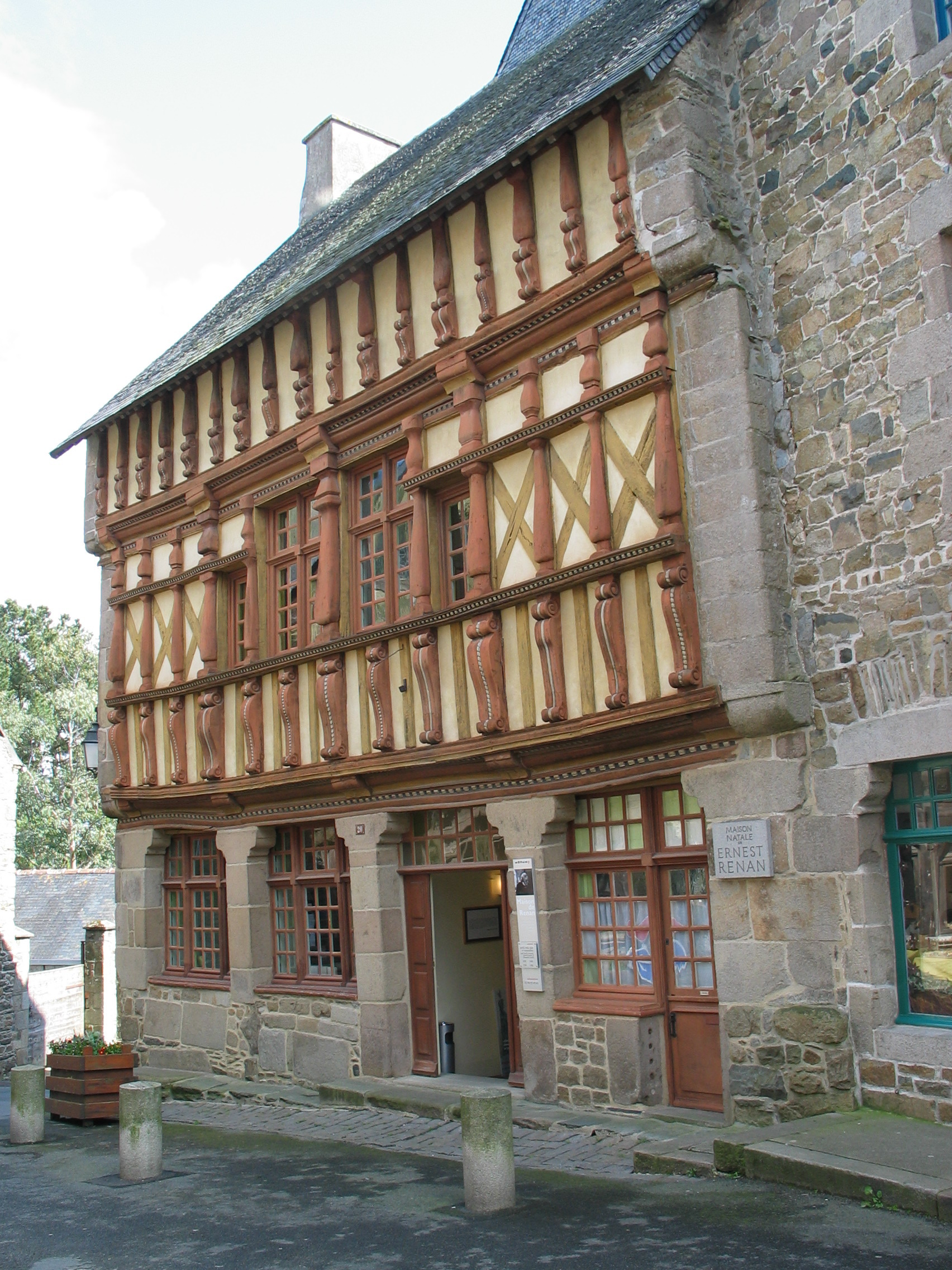
Ernest Renan-museet i Tréguier.

Joseph Ernest Renan, född 28 februari 1823 i Tréguier, död 12 oktober 1892 i Paris, var en fransk filosof, som blev berömd för sin bok Vie de Jésus (Jesu levnad) från 1863. 
Jesu levnad var mycket omstridd på sin tid för dess kontroversiella framställning av Jesus som en historisk person istället för som Guds son, och för att Bibeln behandlades som vilken annan historisk källa som helst och undergick därigenom samma kritiska granskning, vilket förargade den Romersk-katolska kyrkan. 
Numera är Renan mera berömd för sin definition av ”nation” som han framlade i ”Qu'est-ce qu'une nation?” 1882, där han bryter mot tyska definitioner som utgick från yttre bedömningsgrunder som utseende och språk, och istället framhåller viljan att leva tillsammans som kriterium. Ämnet var aktuellt för Renan eftersom han bodde i Elsass-Lothringen där en konflikt ägde rum, och han menade att nationen existerade genom att den godkändes löpande.

## Biografi
Renan föddes i en släkt av republikanska fiskare som blivit förmögna, och hans mor tillhörde en släkt av rojalistiska handelsmän. Föräldrarnas olikartade politiska hemvister gjorde Renan splittrad. Han fick sin utbildning i en skola som drevs av kyrkan, där han utmärkte sig som elev, varför han vid femton års ålder fick möjligheten att fortsätta sina studier vid ett läroverk i Paris som var avsedd för den katolska adeln. Därefter fortsatte han med filosofistudier i Issy-les-Moulineaux under det ett intresse för skolastik vaknade, men även intresset för Friedrich Hegel, Immanuel Kant och Herder. Renan började anse att metafysiken och trons dogmer var oförenliga, och i denna kamp vann hans sinne för vetenskaplig verifikation. Han tog examen i filosofi och fortsatte därefter studier i hebreiska i avsikt att bli präst. 
1845 avslutade han prästutbildningen och tog anställning som vaktmästare vid en pojkskola med kvällstjänstgöring, varunder han på dagtid studerade semitisk filologi. 1846 lärde Renan känna den blivande kemisten Marcellin Berthelot som var elev på skolan. Deras vänskap skulle vara livet ut, och Berthelots kunskaper i naturvetenskaperna utövade ett stort inflytande på Renans föreställningsvärld. Efter en prisbelönt uppsats 1846, tog Renan examen som Agrégé de Philosophie 1847, och fick en lektorstjänst i Vendôme.
Inspirerad av Heinrich Schliemann reste Renan 1860 till Palestina och Syrien för att deltaga i arkeologiska utgrävningar, vilket låg till grund för Jesu levnad. Redan tidigare hade han ifrågasatt huruvida Bibeln skulle tolkas bokstavligt, och i denna bok skildras Jesus som en dödlig människa, och inte som en gudomlighet. Boken föranledde den så kallade modernistiska rörelsen i katolicismen som Första Vatikankonciliet till trots ville granska kyrkans grundvalar på ett modernt sätt, och den sekulära humanismen som tog ett direkt intryck av Renan. Renan kom med denna bok att förändra Bibelforskningen på djupet.
Vid sidan av den akademiska banan försökte sig Renan 1869 på en politisk karriär, som företrädare för den liberala oppositionen. Med tiden accepterade han Napoleon III:s imperium, men valdes aldrig in i parlamentet. Imperiet rasade strax därefter, och kriget mot Tyskland var komplicerat för Renan som sökt sin intellektuella tillflykt bland dess filosofer.
I La Réforme intellectuelle et morale (1871) försökte Renan återuppbygga Frankrike, fastän han inte förmått bryta med det tyska inflytandet. Boken hade sin grund i Pariskommunens förfall, och han förespråkade ett feodalt samhälle med en styrande monarki som på en elitistisk grund värnade om heder och plikt. På samma gång genomsyras boken av den ironi som tilltog i takt med hans bitterhet. Året därefter deltog han i bildandet av Institut d'Etudes Politiques de Paris där framtidens politiker skulle utbildas enligt de krav och behov som fanns. Hans Dialogues philosophiques, skriven 1871, Ecclesiastes (1882) samt Antichrist (1876, den fjärde delen av Histoire des origines du Christianisme som behandlar Neros regeringstid) är ojämförliga i litterärt hänseende, men de bär också spår av ett missnöjt och skeptiskt sinnelag. Förgäves hade han försökt förmå sitt land att följa hans utstakade vägar. Därför resignerade han och intog åskådarens roll inför dess stundande undergång. För varje dag stod det emellertid allt klarare att Frankrike tvärt om blev litet starkare, vilket lyfte honom från hans misströstan, och med stort intresse följde han processen när lag och ordning etablerades i det demokratiska samhället. I den femte och sjätte delen av Histoire des origines du Christianisme har hans tro på demokratin återvänt, genom en förtröstan på människans gradvisa förbättring samt förnekandet att katastrofer skulle utgöra några verkliga hot mot världen eller det förutbestämda. Till detta kom även en förnyad tro på katolicismen.
På äldre dagar ägnade sig filosofen åt sin egen barndom. Han var i sextioårsåldern när han 1883 utgav  Souvenirs d'enfance et de jeunesse, den biografi genom vilken hans levnad är känd.
Renans litterära produktion är enormt omfattande. Efter Histoire des origines du Christianisme gav han sig i kast med fembandsverket Histoire du peuple d'Israël (1887-1893) som utgår från livslånga studier i Gamla testamentet och av Corpus Inscriptionum Semiticarum som utgivits genom Renans försorg från 1881. De två sista delarna av Histoire du peuple d'Israël utgavs postumt. Dess värde som historieskrivning är delvis avfärdad fastän den ger en tämligen god bild av vaggan till den religiösa idén samt av Renan själv.
Under slutet av hans liv erhöll hans flera utmärkelser. Han utsågs till föreståndare för  Collège de France och förlänades hederslegionen. 1878-1892 var han ledamot av Franska akademien, stol 29.